# Rajd Francji 1979
Rajd Korsyki 1979 - Rajd Francji (23. Tour de Corse - Rallye de France) – 23 Rajd Korsyki rozgrywany we Francji w dniach 2-4 listopada. Była to dziesiąta runda Rajdowych Mistrzostw Świata w roku 1979. Rajd został rozegrany na asfalcie. Baza imprezy była zlokalizowana we Francji na Korsyce w miejscowości Ajaccio. 

## Zwycięzcy odcinków specjalnych[1]
| Dzień       | OS | Godzina | Nazwa                        | Długość   | Zwycięzca                         | Czas    | Śred. pręd. | Lider rajdu      |
| ----------- | -- | ------- | ---------------------------- | --------- | --------------------------------- | ------- | ----------- | ---------------- |
| 1 (2-3 lis) | 1  | 14:42   | Liamone - Suariccio          | 101,70 km | Bernard Béguin                    | 1:16.53 | 79,37 km/h  | Bernard Béguin   |
| 1 (2-3 lis) | 2  | 17:02   | Pisciatello - Stillicione    | 31,40 km  | Bernard Darniche                  | 20:16   | 92,96 km/h  | Bernard Darniche |
| 1 (2-3 lis) | 3  | 18:26   | Aullène - Abbazia            | 99,60 km  | Bernard Darniche                  | 1:14.16 | 80,43 km/h  | Bernard Darniche |
| 1 (2-3 lis) | 4  | 20:58   | Kamiesh - Col de Bavella 1   | 29,60 km  | Bernard Darniche                  | 23:04   | 76,99 km/h  | Bernard Darniche |
| 1 (2-3 lis) | 5  | 22:20   | Stabaccio                    | 18,70 km  | Bernard Darniche                  | 11:26   | 98,13 km/h  | Bernard Darniche |
| 1 (2-3 lis) | 6  | 23:20   | Sotta - Sartene              | 46,70 km  | Jean-Pierre Nicolas               | 33:55   | 82,61 km/h  | Bernard Darniche |
| 1 (2-3 lis) | 7  | 0:47    | Aullène - Zicavo 1           | 25,60 km  | Jean-Pierre Nicolas               | 19:39   | 78,17 km/h  | Bernard Darniche |
| 1 (2-3 lis) | 8  | 1:39    | Palneca                      | 51,90 km  | Bernard Darniche                  | 41:54   | 74,32 km/h  | Bernard Darniche |
| 1 (2-3 lis) | 9  | 3:09    | Muracciole - Antisanti 1     | 20,50 km  | Bernard Darniche                  | 14:43   | 83,58 km/h  | Bernard Darniche |
| 1 (2-3 lis) | 10 | 4:11    | Corsigliese - Francardo      | 71,60 km  | Bernard Darniche                  | 52:11   | 82,33 km/h  | Bernard Darniche |
| 1 (2-3 lis) | 11 | 6:13    | Corte - Taverna              | 27,30 km  | Bernard Darniche                  | 20:01   | 81,83 km/h  | Bernard Darniche |
|             |    |         |                              |           |                                   |         |             | Bernard Darniche |
| 2 (3-4 lis) | 12 | 19:18   | Ponte Nuovo - Barchetta      | 80,10 km  | Jean-Pierre Nicolas               | 1:04.30 | 74,51 km/h  | Bernard Darniche |
| 2 (3-4 lis) | 13 | 21:21   | Santo Pietro - lisella       | 46,70 km  | Pierre-Louis Moreau               | 35:54   | 78,05 km/h  | Bernard Darniche |
| 2 (3-4 lis) | 14 | 23:53   | Calvi - Evisa                | 101,10 km | Pierre-Louis Moreau               | 1:14.18 | 81,66 km/h  | Bernard Darniche |
| 2 (3-4 lis) | 15 | 1:55    | Sainte Roch - Suariccio      | 78,50 km  | Jean Ragnotti                     | 1:05.13 | 72,22 km/h  | Bernard Darniche |
| 2 (3-4 lis) | 16 | 3:57    | Pisciatello - Albitreccia    | 25,50 km  | Bernard Darniche                  | 18:42   | 81,82 km/h  | Bernard Darniche |
| 2 (3-4 lis) | 17 | 5:52    | Aullène - Zicavo 2           | 25,60 km  | Jean Ragnotti                     | 20:28   | 75,05 km/h  | Bernard Darniche |
| 2 (3-4 lis) | 18 | 6:24    | Cozzano                      | 51,50 km  | Jean Ragnotti Pierre-Louis Moreau | 43:51   | 70,47 km/h  | Bernard Darniche |
| 2 (3-4 lis) | 19 | 7:22    | Muracciole - Antisanti 2     | 20,50 km  | Pierre-Louis Moreau               | 14:41   | 83,77 km/h  | Bernard Darniche |
| 2 (3-4 lis) | 20 | 8:38    | Kamiesh - Col de Bavella 2   | 29,60 km  | Jean Ragnotti                     | 25:10   | 70,57 km/h  | Bernard Darniche |
| 2 (3-4 lis) | 21 | 10:00   | Quenza - Col de Santa Giulia | 86,40 km  | Alain Coppier                     | 1:06.48 | 77,60 km/h  | Bernard Darniche |
| 2 (3-4 lis) | 22 | 11:50   | Calvese - Agosta Plage       | 58,80 km  | Alain Coppier                     | 45:39   | 77,28 km/h  | Bernard Darniche |

## Wyniki końcowe rajdu[2]
| Msc. | Kierowca                | Pilot               | Samochód           | Czas     | Strata   | Grupa |
| ---- | ----------------------- | ------------------- | ------------------ | -------- | -------- | ----- |
| 1    | Bernard Darniche        | Alain Mahé          | Lancia Stratos HF  | 14:36.46 | 0.0      | 4     |
| 2.   | Jean Ragnotti           | Jean-Marc Andrié    | Renault 5 Alpine   | 15:12.52 | +36.06   | 2     |
| 3.   | Pierre-Louis Moreau     | Patrice Baron       | Porsche 911 SC     | 15:23.06 | +46.20   | 4     |
| 4.   | Alain Coppier           | Josépha Laloz       | Porsche Carrera RS | 15:30.26 | +53.40   | 3     |
| 5.   | Michèle Mouton          | Françoise Conconi   | Fiat 131 Abarth    | 15:53.38 | +1:16.52 | 4     |
| 6.   | Bernard Picone          | Robert Cianelli     | Opel Kadett GT/E   | 16:09.29 | +1:32.43 | 1     |
| 7.   | Paul Rouby              | Alain Garçon        | Renault 5 Alpine   | 16:28.15 | +1:51.29 | 2     |
| 8.   | Jean-Pierre Mari        | Patrick De La Foata | Toyota Starlet     | 16:41.56 | +2:05.10 | 1     |
| 9.   | Jean Bondrille          | Vincent Fattaccio   | Opel Kadett GT/E   | 16:44.44 | +2:07.58 | 2     |
| 10.  | Jean-Charles Martinetti | Philippe Gabrielli  | Peugeot 104 ZS     | 17:03.51 | +2:27.05 | 2     |

## Wyniki po 10 rundach
Wyniki podają tylko pięć pierwszych miejsc.

### Klasyfikacja producentów
| Lp | Producent | Pkt.      |
| -- | --------- | --------- |
| 1  | Ford      | 120 (132) |
| 2  | Datsun    | 94        |
| 3  | Fiat      | 87        |
| 4  | Lancia    | 54        |
| 5  | Opel      | 49        |

### Klasyfikacja kierowców
| Lp | Producent        | Pkt. |
| -- | ---------------- | ---- |
| 1  | Björn Waldegård  | 103  |
| 2  | Hannu Mikkola    | 71   |
| 3  | Markku Alén      | 60   |
| 4  | Ari Vatanen      | 40   |
| 4  | Bernard Darniche | 40   |